# La Calera, Yahualica de González Gallo
La Calera är en ort i Mexiko.   Den ligger i kommunen Yahualica de González Gallo och delstaten Jalisco, i den centrala delen av landet, 400 km väster om huvudstaden Mexico City. La Calera ligger 1 873 meter över havet och antalet invånare är 143.
Terrängen runt La Calera är kuperad österut, men västerut är den platt. Runt La Calera är det ganska glesbefolkat, med 47 invånare per kvadratkilometer. Närmaste större samhälle är Yahualica de González Gallo, 1,6 km söder om La Calera. I omgivningarna runt La Calera växer huvudsakligen savannskog.